# Woodside Park (metropolitana di Londra)
Woodside Park è una stazione della metropolitana di Londra servita dalla linea Northern (diramazione di High Barnet).
Woodside Park è l'ultima stazione della metropolitana nell'elenco in ordine alfabetico.

## Storia
La stazione di Woodside Park fu progettata dalla Edgware, Highgate and London Railway (EH&LR) e fu aperta il 1º aprile 1872 con il nome di Torrington Park  dalla Great Northern Railway (GNR), che aveva acquistato la EH&LR nel 1867. La stazione si trovava su una diramazione della EH&LR, il cui tracciato principale connetteva la stazione di Finsbury Park a Edgware via Highgate. La stazione fu ribattezzata entro un mese con il nome di Torrington Park, Woodside e assunse il nome attuale nel 1882.
In seguito al Railways Act del 1921 sulla fusione delle compagnie ferroviarie, che creò le cosiddette "Grandi Quattro", o Big Four, la linea, come tutte quelle della GNR, divenne, a partire dal 1923, parte della London & North Eastern Railway (LNER).
La diramazione da East Finchley fino a High Barnet fece parte del progetto degli anni trenta, noto come progetto Northern Heights, in base al quale un gruppo di linee ferroviarie della LNER nel nord di Londra sarebbe stato rilevato dalla LU e sarebbe diventato parte della linea Northern. La linea Northern fu prolungata dal suo capolinea alla stazione di Archway (all'epoca chiamata Highgate) attraverso una nuova sezione di tunnel che, passando sotto l'esistente stazione di Highgate della LNER (dove furono costruite nuove piattaforme di profondità) emergevano in superficie poco a sud di East Finchley, dove la linea si collegava con la LNER fino a High Barnet. Il servizio della linea Northern sulla linea, inclusa la stazione di Woodside Park, cominciò il 14 aprile del 1940. La stazione fu servita da entrambi i gestori fino al 1941, anno in cui cessò il servizio della LNER.
La British Railways, la compagnia succeduta alla LNER, continuò a gestire lo scalo merci fino al 1962.

### Incidenti
Il Provisional Irish Republican Army fece esplodere una bomba nel parcheggio della stazione il 10 dicembre 1992, durante l'ora di punta pomeridiana. Pendolari e residenti furono evacuati, ma non vi furono feriti. La stazione non è lontana dalle caserme delle Inglis Barracks, dove un soldato inglese fu ucciso da un attentato dinamitardo dell'IRA nel 1988.

## Strutture e impianti
È compresa all'interno della Travelcard Zone 4.

## Interscambi
Nelle vicinanze della stazione effettua fermata una linea automobilistica, gestita da London Buses.
- Fermata autobus

## Galleria d'immagini

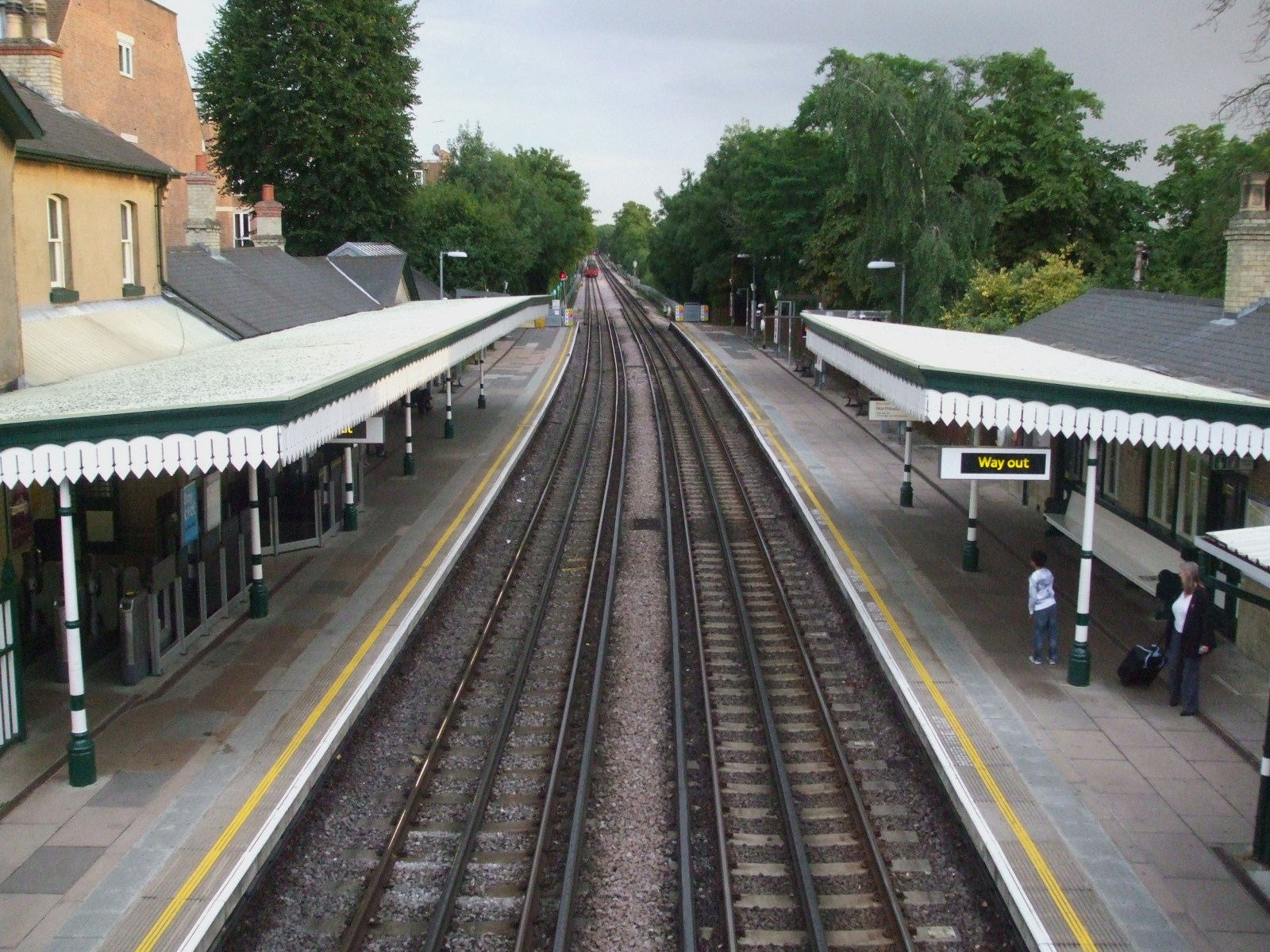
Piattaforme della stazione viste dal cavalcavia, in direzione sud
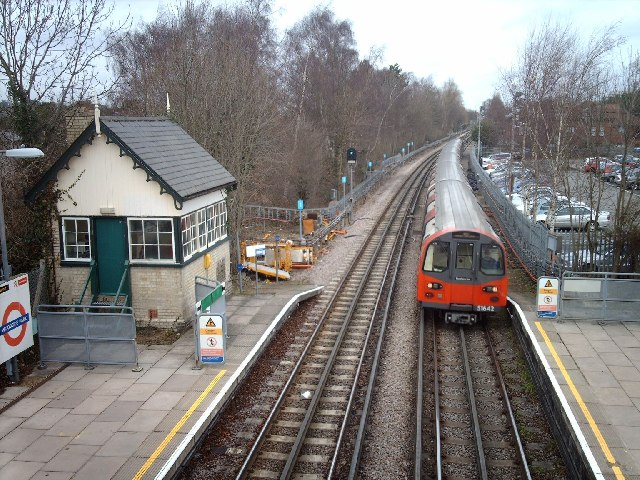
Un treno alla stazione di Woodside Park; sulla sinistra una struttura originale della GNR
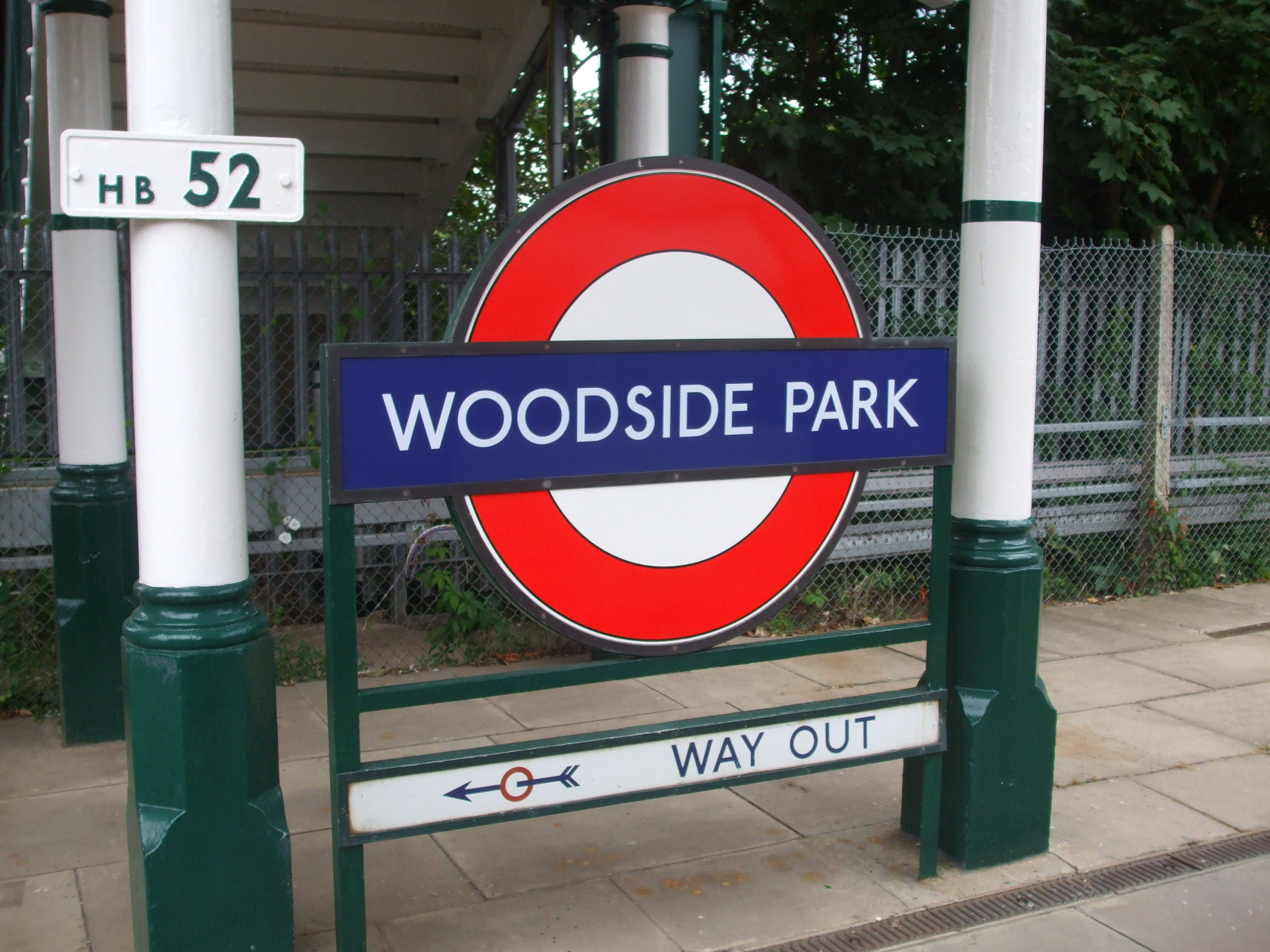
Roundel sulla piattaforma della stazione